# Garcelle Beauvais
Garcelle Beauvais (phát âm tiếng Pháp: [gaʁsɛl bovɛ]: sinh ngày 26/11/1966) là nữ diễn viên, cựu người mẫu gốc Haiti. Cô được biết đến qua vai Francesca "Fancy" Monroe trong sitcom The Jamie Foxx Show (1996-2001).